# فاطمة بوساحة
فاطمة بوساحة هي فنّانة شعبيّة تونسيّة أصيلة ولاية زغوان ، ولدت في 22 جانفي 1942 وتوفّيت في 27 أكتوبر 2015 بعد صراع مع السرطان .
غنّت في عدّة فرق موسيقيّة على غرار فرقة إسماعيل الحطّأب والزّين الماجري ، سنة 1992 ، شاركت في عرض النّوبة للفاضل الجزيري وسمير العقربي وقدّمت عروض فنّية عديدة في ألمانيا وكندا وفرنسا وليبيا .
تركت فاطمة رصيد هائل من الأغاني المشهورة على غرار : الرّبة ، يا عم الشّيفور ، كرهبة كمال ، وين يبيعوا فيك ، عالشّيباني وسّع و سوق و دلالة.